# Jed Zayner
Jedidiah „Jed“ Zayner (* 13. Dezember 1984 in Valparaiso, Indiana) ist ein ehemaliger US-amerikanischer Fußballspieler auf der Position eines Abwehrspielers.

## Karriere

### High School und College
Jed Zayner wurde am 13. Dezember 1984 in der Kleinstadt Valparaiso im US-Bundesstaat Indiana in eine zerrütte Familie mit einem gewalttätigen Vater geboren. Er wuchs hier, sowie im rund eine Autostunde entfernten Orland Park, einem Vorort von Chicago, im US-Bundesstaat Illinois auf. In Orland Park besuchte er unter anderem die öffentliche vierjährige Carl Sandburg High School, in deren Schulfußballmannschaft zum Einsatz kam. Mit den Sandburg Eagles, so der Name der Sportabteilung an der High School, gewann er in zwei aufeinanderfolgenden Jahren die Staatsmeisterschaft von Illinois. Nach seinem High-School-Abschluss begann Zayner im Jahre 2003 ein Studium an der für sein erfolgreiches Collegefußballprogramm bekannten Indiana University Bloomington. In seiner Jugend trat er auch im Nachwuchsbereich der United States Soccer Federation in Erscheinung. So repräsentierte er sein Heimatland auf U-18-Ebene und war unter anderem 2003 im erweiterten U-20-Kader seines Heimatlandes.

#### 2003
Bei den Indiana Hoosiers startete er in seinem Freshman-Jahr in allen 25 Meisterschaftsspielen von Beginn an und verhalf der Mannschaft in diesem Spieljahr zu elf Zu-Null-Spielen. Im letzten Jahr unter der Führung von Jerry Yeagley, der in seinem 31. Jahr als Trainer der Herrenfußballmannschaft der Indiana Hoosiers war, feierte das Fußballteam nochmals große Erfolge. Nach der regulären Saison schaffte es die Mannschaft bis in den College Cup und startete in diesen in der zweiten Runde der Staffel Regional 1. Nach einem knappen Sieg über die Kentucky Wildcats kam die Mannschaft nach einem 5:0-Kantersieg über die VCU Rams bis in die Regional Finals. In diesen besiegten sie die UCLA Bruins mit 2:1 und zogen in die Runde der letzten Vier der NCAA Division I Men’s Soccer Championship 2003 ein. Nachdem die Mannschaft im Halbfinale erst in der Verlängerung die Santa Clara Broncos bezwang, feierte die Mannschaft im Finalspiel um die Meisterschaft einen 1:0-Sieg über St. John’s Red Storm und gewann somit zum sechsten Mal nach 1982, 1983, 1988, 1998 und 1999 den Fußballmeistertitel der NCAA Division I. Für seine Leistungen wurde Zayner als Co-Big-Ten-Freshman-of-the-Year ausgezeichnet, sowie in die Big-Ten-All-Freshman-, Soccer-America’s-Freshman-All-America- und College-Soccer-News’-Freshman-All-America-Teams gewählt.
In der spielfreien Zeit an der Universität kam er bei den Chicago Fire Reserves, dem zweiten Fußballteam des Major-League-Soccer-Franchises Chicago Fire, zum Einsatz. 2003 absolvierte er fünf Meisterschaftsspiele und schaffte mit der Mannschaft, nach einem ersten Platz in der Heartland Division der Central Conference, den Einzug in die saisonabschließenden Play-offs. Nach Siegen über die Indiana Invaders in den Conference Semifinals, die Mid-Michigan Bucks in den Conference Finals und Orange County Blue Star in den National Semifinals zog das Franchise ins Saisonendspiel um den Meistertitel in der USL PDL ein. Dieses Finalspiel verlor die Mannschaft daraufhin mit 0:2 gegen die Cape Cod Crusaders.

#### 2004
In das Spieljahr 2004 gingen die Hoosiers unter dem langjährigen Assistenztrainer Mike Freitag, der zum Cheftrainer aufgestiegen war. Zayner startete in 23 Partien von Beginn an und war eine wichtige Säule in der Defensive der Hoosiers, die in diesem Jahr nahezu alle Defensivkategorien in der Statistik anführten. Zudem brachte es Zayner zu seiner ersten Torvorlage, als er im Endspiel die Vorlage für Jacob Petersons 1:0-Führungstreffer beisteuerte. Nach einer erneut erfolgreichen regulären Spielzeit schaffte es der Sophomore mit seinem Team bis in den College Cup und starteten in diesen als zweites gesetzte Mannschaft. In der Regional 4 bezwang das Team zuerst die Michigan Wolverines mit 1:0, feierte daraufhin auch gegen die Boston College Eagles einen 1:0-Sieg und gewann die anschließenden Regional Finals souverän mit 4:0 über die Tulsa Golden Hurricane. In der nachfolgenden Runde der besten Vier erzielten die Hoosiers – bei einem Stand von 2:2 nach der regulären Spielzeit – erst in der letzten Minute der Verlängerung durch John Michael Hayden den entscheidenden Treffer, der das Weiterkommen sicherte. Im saisonentscheidenden Finalspiel gegen die UC Santa Barbara Gauchos steuerte Zayner in der 27. Spielminute den bereits erwähnten Assist zur 1:0-Führung der Hoosiers bei; nachdem die UC Santa Barbara Gauchos in der 82. Minute ausgeglichen hatte, führte das Spiel über die Verlängerung bis ins Elfmeterschießen, das daraufhin die Indiana Hoosiers für sich entscheiden konnten und sich zum zweiten Mal in Folge den Meistertitel sicherten. Aufgrund seiner Leistungen wurde er Zayner am Saisonende ins College-Cup-All-Tournament-Team gewählt.
Wie bereits im Jahr davor kam der Defensivakteur in der spielfreien Zeit an der Universität abermals für die Chicago Fire Reserves im Amateurfußball zum Einsatz. Das Team erreichte dabei das beste Ergebnis der gesamten Liga, gewann 17 seiner 18 Spiele und kam auf eine Tordifferenz von +66 in der Heartland Division. Zayner spielte hierbei in neun Meisterschaftspartien mit und schied mit der Mannschaft – nach einem 3:1-Sieg über Fort Wayne Fever in den Conference Semifinals – in den Conference Finals gegen die Boulder Rapids Reserve aus.

#### 2005
In seinem Junior-Jahr absolvierte er alle 17 Meisterschaftspartien von Beginn an und erzielte am 23. Oktober den ersten Pflichtspieltreffer seiner College-Laufbahn. Mit der Mannschaft konnte er allerdings nicht mehr an die Erfolg der vorangegangenen Spielzeiten anschließen. Das Team schaffte es zwar in die NCAA Division I Men’s Soccer Championship 2005, schied in dieser jedoch bereits in der zweiten Runde der Regional 3 gegen die Notre Dame Fighting Irish vom laufenden Wettbewerb aus. Zayner wurde im Anschluss ins Top-Drawer-Soccer’s-Team-of-the-Season-First-Team gewählt und war zudem im NSCAA-All-Great-Lakes-Region-First-Team, sowie im NSCAA/adidas-All-America-Third-Team. Darüber hinaus war er ein Semifinalist auf den Erhalt der Hermann Trophy, die jährlich an den besten College-Spieler verliehen wird. In seiner gesamten College-Karriere kam er in 65 Partien zum Einsatz und steuerte einen Treffer, sowie vier Torvorlagen bei. In der spielfreien Zeit an der Universität kam er auch 2005 nochmals für die Chicago Fire Reserves in der USL PDL zum Einsatz. Bei 14 Meisterschaftseinsätzen kam er zweimal zum Torerfolg, gewann mit dem Team die Great Lakes Division der Central Conference und schied mit der Mannschaft in den nachfolgenden Conference Semifinals mit 0:4 gegen den späteren Meister Des Moines Menance aus.

### Wechsel in die Major League Soccer
Über das Joint Venture Generation Adidas und den MLS SuperDraft 2006 schaffte Zayner wenig später den Sprung in die Major League Soccer, als er als 13. Pick in der zweiten Runde zur Columbus Crew gedraftet wurde. Im April 2006 erlitt er einen Kreuzbandriss, sowie einen Knorpelschaden im linken Knie und fiel für den Rest des Spieljahres 2006 aus. Im Spieljahr 2007 gab Zayner sein Profidebüt, als er am 20. Juli 2007 gegen die Kansas City Wizards von Trainer Sigi Schmid aus Spielfeld geschickt wurde. In diesem Jahr kam er noch zu einem zweiten Ligaeinsatz, verblieb jedoch die restliche Zeit auf der Ersatzbank bzw. vor allem beim Reserveteam mit Spielbetrieb in der MLS Reserve League. Für diese absolvierte er 2007 zehn Meisterschaftsspiele, von denen er in sieben von Beginn an am Rasen war. Auch im Erfolgsjahr 2008, in dem die Crew den MLS Cup, sowie das MLS Supporters’ Shield gewann, brachte es der Defensivakteur nur zu wenigen Meisterschaftseinsätzen. Bei sechs Meisterschaftsspielen kam er zu lediglich 200 Einsatzminuten; zudem kam er in zwei Qualifikationsspielen zum Lamar Hunt U.S. Open Cup 2008 zum Einsatz, konnte sich mit dem Team allerdings nicht qualifizieren. Den Großteil der Zeit verbrachte Zayner allerdings wieder Reserveteam, bei dem er abermals in zehn Ligapartien zum Einsatz kam. Des Weiteren wurde er kurzzeitig an das USL-2-Franchise Cleveland City Stars verliehen und absolvierte für dieses zwei Ligaspiele in der damaligen Drittklassigkeit.
Nach Jahren als Co-Trainer an der Seite von Sigi Schmid stieg Robert Warzycha 2009 zum Cheftrainer auf; unter dem Polen kam Zayner von Beginn an zu seinen Einsätzen. Dabei spielte er oftmals über die volle Spieldauer durch, saß aber auch des Öfteren uneingesetzt auf der Ersatzbank. Bis zum Ende des Spieljahres brachte es der Abwehrspieler auf 20 Ligaauftritte und einen Assist. Zudem kam er in zwei Spielen der CONCACAF Champions League 2009/10 zum Einsatz. Columbus Crew brachte es nach einem zweiten Platz in der Gruppe C bis ins Viertelfinale und schied dort knapp gegen Depotivo Toluca mit einem Gesamtscore von 4:5 aus. Im Lamar Hunt U.S. Open Cup 2009 kam Zayner im einzigen Spiel seiner Mannschaft über die gesamte Matchdauer zum Einsatz; die Partie wurde erst im Elfmeterschießen gegen die Rochester Rhinos verloren. Ins Spieljahr 2010 startete der 1,80 m große Verteidiger noch für Columbus Crew, wurde aber Anfang August 2010 zusammen mit einem Viertrundenpick im MLS SuperDraft 2011 an D.C. United abgegeben; die Crew erhielt im Gegenzug einen Zweitrundenpick im MLS SuperDraft 2012. Bis zu diesem Zeitpunkt hatte er es auf acht Einsätze in der Liga gebracht. Wenige Tage nachdem er noch bei der Crew auf der Ersatzbank gesessen hatte, nahm er erstmals auf der Ersatzbank seines neuen Arbeitgebers Platz und kam am 22. August zu seinem Pflichtspieldebüt für das Franchise aus Washington, D.C. Trainer Ben Olsen setzte ihn umgehend als Stammkraft in der Abwehrreihe ein, wobei es Zayner bis zum Ende des Spieljahres auf neun Ligaeinsätze für D.C. United brachte. Dabei spielte er abwechselnd als Innenverteidiger und als Außenverteidiger und schloss die Saison mit der Mannschaft auf dem achten und damit letzten Platz der Eastern Conference ab.

### Jähes Karriereende
Etwas besser verlief es in der Major League Soccer 2011, in der United auf den siebenten von mittlerweile neun Plätzen in der Eastern Conference kam. Zayner gehörte zumeist nicht dem Kader an und sammelte nur wenig Spielpraxis und kam bis zum Saisonende auf lediglich vier Ligaeinsätze, wobei er sich nebenbei auch bei der Reservemannschaft fit hielt. Aufgrund einer Knieoperation fiel er den Großteil des Jahres verletzungsbedingt aus. Am Ende des Spieljahres zog das Franchise nicht die Option der Verlängerung, woraufhin Zayner in den MLS Re-Entry Draft 2011 kam. Da er in diesem jedoch nicht gedraftet wurde, wurde er zu einem Free Agent und blieb als solcher rund ein halbes Jahr vereinslos. Davor hatte er noch versucht sich im Probetraining für eine weitere Verpflichtung zu empfehlen. Am 20. Juni 2012 unterschrieb er einen Vertrag bei den San José Earthquakes. Am 29. Juli 2012 gab er bei einem 1:1-Remis gegen Chicago Fire sein Pflichtspieldebüt für das kalifornische MLS-Franchise. Trainer Frank Yallop setzte ihn von Beginn an als Rechtsverteidiger ein und wechselte ihn in der 72. Minute für Sam Garza aus. Die restliche Spielzeit saß Zayner, wie bereits in den Runden vor seinem Debüt, uneingesetzt auf der Ersatzbank des Tabellenführenden. Bis zum Ende des Spieljahres 2012 setzte ihn Yallop in keinem weiteren Spiel mehr ein; die Earthquakes beendeten das Jahr, vor allem aufgrund der Offensivkraft von Chris Wondolowski, der mit 27 Treffern überlegener Torschützenkönig wurde, auf dem ersten Platz der Western Conference, sowie auf dem ersten Platz der zusammengefassten Endtabelle. In den saisonentscheidenden Play-offs schied das Franchise allerdings bereits in den Conference Semifinals gegen LA Galaxy aus. Dennoch schaffte das Team in diesem Jahr zumindest den Gewinn des MLS Supporters’ Shields. Aufgrund andauernder Kniebeschwerden beendete Zayner am Ende des Spieljahres 2012 seine Karriere als aktiver Profifußballspieler.

### Zeit nach dem Karriereende als Aktiver
Noch während seiner aktiven Laufbahn als Aktiver begann Zayner im August 2012 als Performance Enhancement Coordinator an der Santa Clara University zu arbeiten und war dort bis November 2012 angestellt. Von Mai 2013 bis Mai 2015 trat er als Director of Coaching beim zum MLS-Franchise Columbus Crew gehörenden Nachwuchsausbildungsverein CUSA Crew Juniors in Centerville, Ohio, in Erscheinung.

## Privates
Mit seiner Frau Katie, mit der er seit 2008 verheiratet ist, hat er die drei Söhne Joah, Elias und Lucas. Die Familie unterstützt zumindest seit 2015 über die gemeinnützige Organisation Back2Back Waisenkinder in Monterrey, Mexiko. Aufgrund dieses Engagements verkauft die Familie den Großteil ihrer Habseligkeiten und zog direkt nach Monterrey, um den Waisenkindern vor Ort zu helfen. Über die Organisation Back2Back unterstützt die Familie auch andere Projekte; u. a. in Nigeria. Bereits ab 2007 bzw. 2008 war Zayner Geschäftsführer der Filleo Co., einem Wohltätigkeitsunternehmen, das mit der Sammeln von Geldmitteln, unter anderem durch den Verkauf von T-Shirts, für bedürftige Kinder beschäftigt ist bzw. war. Darüber hinaus trat Zayner als Sprecher des Passback-Programms der U.S. Soccer Foundation in Erscheinung und war auch Sprecher von Lacelat, einem Accessoire, mit dem Geld für die Juvenile Diabetes Research Foundation gesammelt wurde.